# Marcos Paulo (football, 1988)
Pour les articles homonymes, voir Marcos Paulo.
Marcos Paulo Gelmini Gomes surnommé Marcos Paulo est un joueur de football brésilien né le 13 juillet 1988. Il évolue au poste de milieu de terrain. Il détient également la nationalité italienne par filiation.

## Biographie

### Les débuts
Né à Pedro Leopoldo dans l'État du Minas Gerais, Marcos Paulo signe un contrat de 3 ans avec le Venda Nova FC, en Juin 2006. 

### Le Mans Football Club
En janvier 2008, il quitte le Brésil et s'engage avec l'équipe de Ligue 1 française du Mans. Il a fait ses débuts avec le club manceau le 18 avril 2009, dans un match contre la formation nordiste du Valenciennes Football Club. 

### União de Leiria
En 2010, il choisit de jouer au Portugal avec l'União de Leiria, club évoluant en première division portugaise. Il joue au milieu de terrain en position centrale et de meneur de jeu et est élu meilleur milieu de terrain de la saison de Leiria. 

### Académica de Coimbra
Convoité par le CS Marítimo, l'Académica de Coimbra et le Vitoria Guimarães, il choisit finalement de rejoindre en juin 2012 l'Académica, vainqueur de la coupe du Portugal et qualifiée pour la Ligue Europa.

## Carrière
Arrêtées à l'issue de la saison 2014-2015
- 103 matchs et 8 buts en 1re division portugaise
- 4 matchs et 0 but en 1re division française
- 12 matchs et 0 but en 4e division française

## Statistiques de joueur

### Synthèse
| Saison                | Club                  | Championnat           | Championnat | Championnat | Coupe(s) nationale(s) | Coupe(s) nationale(s) | Compétition(s) continentale(s) | Compétition(s) continentale(s) | Compétition(s) continentale(s) | Total | Total |
| Saison                | Club                  | Division              | M.          | B.          | M.                    | B.                    | Comp.                          | M.                             | B.                             | M.    | B.    |
| 2007                  | Caldense              | Campeonato Mineiro D1 | -           | -           | -                     | -                     | -                              | 0                              | 0                              | 0     | 0     |
| Sous-total            | Sous-total            | Sous-total            | -           | -           | -                     | -                     | -                              | -                              | -                              | 0     | 0     |
| 2007-2008             | Le Mans UC 72 B       | CFA                   | 12          | 0           | 0                     | 0                     | -                              | 0                              | 0                              | 12    | 0     |
| 2008-2009             | Le Mans UC 72 B       | CFA                   | -           | -           | 0                     | 0                     | -                              | 0                              | 0                              | 0     | 0     |
| 2009-2010             | Le Mans UC 72 B       | CFA                   | -           | -           | -                     | -                     | -                              | 0                              | 0                              | 0     | 0     |
| Sous-total            | Sous-total            | Sous-total            | 12          | 0           | 0                     | 0                     | -                              | 0                              | 0                              | 12    | 0     |
| 2008-2009             | Le Mans UC 72         | Ligue 1               | 1           | 0           | -                     | -                     | -                              | 0                              | 0                              | 1     | 0     |
| 2009-2010             | Le Mans UC 72         | Ligue 1               | 3           | 0           | -                     | -                     | -                              | 0                              | 0                              | 3     | 0     |
| Sous-total            | Sous-total            | Sous-total            | 4           | 0           | -                     | -                     | -                              | 0                              | 0                              | 4     | 0     |
| 2010-2011             | União de Leiria       | Primeira Liga         | 27          | 1           | 2                     | 0                     | -                              | 0                              | 0                              | 29    | 1     |
| 2011-2012             | União de Leiria       | Primeira Liga         | 26          | 0           | 3                     | 0                     | -                              | 0                              | 0                              | 29    | 0     |
| Sous-total            | Sous-total            | Sous-total            | 53          | 1           | 5                     | 0                     | -                              | 0                              | 0                              | 58    | 1     |
| 2012-2013             | Académica             | Primeira Liga         | 12          | 0           | 4                     | 0                     | -                              | 0                              | 0                              | 16    | 0     |
| 2013-2014             | Académica             | Primeira Liga         | 15          | 5           | 0                     | 0                     | -                              | 0                              | 0                              | 15    | 5     |
| 2014-2015             | Académica             | Primeira Liga         | 23          | 2           | 1                     | 0                     | -                              | 0                              | 0                              | 24    | 2     |
| Sous-total            | Sous-total            | Sous-total            | 50          | 7           | 5                     | 0                     | -                              | 0                              | 0                              | 55    | 7     |
| 2015-2016             | Panetolikós FC        | Superleague Elláda    | 24          | 1           | 1                     | 0                     | -                              | 0                              | 0                              | 25    | 1     |
| 2016-2017             | Panetolikós FC        | -                     | 0           | 0           | 0                     | 0                     | -                              | 0                              | 0                              | 0     | 0     |
| Sous-total            | Sous-total            | Sous-total            | 24          | 1           | 1                     | 0                     | -                              | 0                              | 0                              | 25    | 1     |
| Total sur la carrière | Total sur la carrière | Total sur la carrière | 143         | 9           | 11                    | 0                     | -                              | 0                              | 0                              | 154   | 9     |